# Baškirski jezik
Baškirski jezik (baškortski - башҡорт теле [▶]; ISO 639-3: bak), zapadnoturkijski jezik kojim se govori između rijeke Volge i planine Ural u Ruskoj Federaciji, Baškortostan. Njime govori oko 1 380 000 Baškiraca (popis iz 2002.) u Rusiji, ukupno 1 451 340, uključujući i Kazahstan, Kirgizija, Tadžikistan, Turkmenistan, Ukrajina i Uzbekistan.
Srodan je tatarskom [tat]. Postoji nekoliko dijalekata: kuvakan (planinski baškirski), yurmaty (stepski baškirski) i burzhan (zapadnobaškirski). Piše se na ćirilici.

## Vanjske poveznice
- Ethnologue (14th)
- Ethnologue (15th)